# The Good Doctor/Episodenliste
Diese Episodenliste enthält alle Episoden der US-amerikanischen Krankenhausserie The Good Doctor, sortiert nach der US-amerikanischen Erstausstrahlung. Die Fernsehserie umfasst insgesamt sieben Staffeln mit 126 Episoden.

## Übersicht
| Staffel | Episodenanzahl | Erstausstrahlung USA | Erstausstrahlung USA | Deutschsprachige Erstausstrahlung | Deutschsprachige Erstausstrahlung |
| Staffel | Episodenanzahl | Staffelpremiere      | Staffelfinale        | Staffelpremiere                   | Staffelfinale                     |
| ------- | -------------- | -------------------- | -------------------- | --------------------------------- | --------------------------------- |
| 1       | 18             | 25. September 2017   | 26. März 2018        | 2. Januar 2018                    | 1. Mai 2018                       |
| 2       | 18             | 24. September 2018   | 11. März 2019        | 6. November 2018                  | 23. April 2019                    |
| 3       | 20             | 23. September 2019   | 30. März 2020        | 12. November 2019                 | 9. Juni 2020                      |
| 4       | 20             | 2. November 2020     | 7. Juni 2021         | 13. April 2021                    | 29. Juni 2021                     |
| 5       | 18             | 27. September 2021   | 16. Mai 2022         | 14. Dezember 2021                 | 21. Juni 2022                     |
| 6       | 22             | 3. Oktober 2022      | 1. Mai 2023          | 22. November 2022                 | 18. Juli 2023                     |
| 7       | 10             | 20. Februar 2024     | 21. Mai 2024         | 21. Mai 2024                      | 23. Juli 2024                     |

## Staffel 1
Die Erstausstrahlung der ersten Staffel war vom 25. September 2017 bis zum 26. März 2018 auf dem US-amerikanischen Fernsehsender ABC zu sehen. Die deutschsprachige Erstausstrahlung sendete der Pay-TV-Sender Sky 1 HD vom 2. Januar bis zum 1. Mai 2018.
| Nr. (ges.) | Nr. (St.) | Deutscher Titel              | Originaltitel       | Erstausstrahlung USA | Deutschsprachige Erstausstrahlung (D) | Regie                | Drehbuch                         |
| ---------- | --------- | ---------------------------- | ------------------- | -------------------- | ------------------------------------- | -------------------- | -------------------------------- |
| 1          | 1         | Ein außergewöhnliches Talent | Pilot (Burnt Food)  | 25. Sep. 2017        | 2. Jan. 2018                          | Seth Gordon          | David Shore                      |
| 2          | 2         | Fremde Federn                | Mount Rushmore      | 2. Okt. 2017         | 9. Jan. 2018                          | Mike Listo           | David Shore                      |
| 3          | 3         | Nur ein einziges Glas        | Oliver              | 9. Okt. 2017         | 16. Jan. 2018                         | John Dahl            | Bill Rotko                       |
| 4          | 4         | Gegen alle Vernunft          | Pipes               | 16. Okt. 2017        | 23. Jan. 2018                         | Steven DePaul        | Thomas L. Moran                  |
| 5          | 5         | Die Hoffnung stirbt zuletzt  | Point Three Percent | 23. Okt. 2017        | 30. Jan. 2018                         | Larry Teng           | David Hoselton                   |
| 6          | 6         | Massenanfall                 | Not Fake            | 30. Okt. 2017        | 6. Feb. 2018                          | Michael Patrick Jann | Simran Baidwan                   |
| 7          | 7         | Der autistische Patient      | 22 Steps            | 13. Nov. 2017        | 13. Feb. 2018                         | David Straiton       | Johanna Lee                      |
| 8          | 8         | Apfel                        | Apple               | 20. Nov. 2017        | 20. Feb. 2018                         | Nestor Carbonell     | David Renaud                     |
| 9          | 9         | Kleines Herz                 | Intangibles         | 27. Nov. 2017        | 27. Feb. 2018                         | Bronwen Hughes       | Karen Struck                     |
| 10         | 10        | Freiheit oder Tod            | Sacrifice           | 4. Dez. 2017         | 6. März 2018                          | Michael Patrick Jann | Lloyd Gilyard Jr.                |
| 11         | 11        | Auszeit                      | Islands (1)         | 8. Jan. 2018         | 13. März 2018                         | Bill D’Elia          | Thomas L. Moran & William Rotko  |
| 12         | 12        | Untrennbar verbunden         | Islands (2)         | 15. Jan. 2018        | 20. März 2018                         | Cherie Nowlan        | Thomas L. Moran & William Rotko  |
| 13         | 13        | Sieben Gründe fürs Lügen     | Seven Reasons       | 22. Jan. 2018        | 27. März 2018                         | Mike Listo           | David Shore & David Hoselton     |
| 14         | 14        | Im falschen Körper           | She                 | 5. Feb. 2018         | 3. Apr. 2018                          | Seth Gordon          | Simran Baidwan                   |
| 15         | 15        | Die Leber des Killers        | Heartfelt           | 26. Feb. 2018        | 10. Apr. 2018                         | Regina King          | Thomas L. Moran & Johanna Lee    |
| 16         | 16        | Der Wert des Lebens          | Pain                | 13. März 2018        | 17. Apr. 2018                         | Allison Liddi-Brown  | William L. Rotko & David Renaud  |
| 17         | 17        | Alles nur für ein Lächeln    | Smile               | 19. März 2018        | 24. Apr. 2018                         | Bill D’Elia          | David Hoselton & Karen Struck    |
| 18         | 18        | Kunstfehler                  | More                | 26. März 2018        | 1. Mai 2018                           | Mike Listo           | David Shore & Lloyd Gilyard, Jr. |

## Staffel 2
Die Erstausstrahlung der zweiten Staffel war vom 24. September 2018 bis zum 11. März 2019 auf dem US-amerikanischen Fernsehsender ABC zu sehen. Die deutschsprachige Erstausstrahlung sendete der Pay-TV-Sender Sky 1 HD vom 6. November 2018 bis zum 23. April 2019.
| Nr. (ges.) | Nr. (St.) | Deutscher Titel              | Originaltitel            | Erstausstrahlung USA | Deutschsprachige Erstausstrahlung (D) | Regie                | Drehbuch                                       |
| ---------- | --------- | ---------------------------- | ------------------------ | -------------------- | ------------------------------------- | -------------------- | ---------------------------------------------- |
| 19         | 1         | Der letzte Tag               | Hello                    | 24. Sep. 2018        | 6. Nov. 2018                          | Mike Listo           | Freddie Highmore                               |
| 20         | 2         | Die zwei Seiten der Wahrheit | Middle Ground            | 1. Okt. 2018         | 13. Nov. 2018                         | Steve Robin          | David Shore                                    |
| 21         | 3         | 36 Stunden                   | 36 Hours                 | 8. Okt. 2018         | 20. Nov. 2018                         | Larry Teng           | Thomas L. Moran                                |
| 22         | 4         | Delirium                     | Tough Titmouse           | 15. Okt. 2018        | 27. Nov. 2018                         | Steven DePaul        | David Hoselton                                 |
| 23         | 5         | Die bessere Karotte          | Carrots                  | 29. Okt. 2018        | 4. Nov. 2018                          | Sharat Raju          | Liz Friedman                                   |
| 24         | 6         | Tücken des Alltags           | Two-Ply (or Not Two-Ply) | 5. Nov. 2018         | 11. Dez. 2018                         | Tara Nicole Weyr     | Simran Baidwan                                 |
| 25         | 7         | Verhandlungssache            | Hubert                   | 12. Nov. 2018        | 18. Dez. 2018                         | Marisol Adler        | David Renaud                                   |
| 26         | 8         | Erinnerungslücken            | Stories                  | 19. Nov. 2018        | 8. Jan. 2019                          | Michael Patrick Jann | Sal Calleros                                   |
| 27         | 9         | Ein hinkender Vergleich      | Empathy                  | 26. Nov. 2018        | 15. Jan. 2019                         | Joanna Kerns         | Karen Struck                                   |
| 28         | 10        | Quarantäne                   | Quarantine               | 3. Dez. 2018         | 22. Jan. 2019                         | Mike Listo           | Liz Friedmann & Lloyd Gilyard Jr.              |
| 29         | 11        | Weihnachtswunder             | Quarantine Part Two      | 14. Jan. 2019        | 5. März 2019                          | Mike Listo           | Simran Baidwan & Mark Rozeman                  |
| 30         | 12        | Auszeit                      | Aftermath                | 21. Jan. 2019        | 12. März 2019                         | Dawn Wilkinson       | Thomas L. Moran                                |
| 31         | 13        | Die zweite Tochter           | Xin                      | 28. Jan. 2019        | 19. März 2019                         | David Straiton       | Brian Shin                                     |
| 32         | 14        | Gesichter                    | Faces                    | 4. Feb. 2019         | 26. März 2019                         | Allison Liddi-Brown  | David Hoselton                                 |
| 33         | 15        | Risiko und Ertrag            | Risk and Reward          | 18. Feb. 2019        | 2. Apr. 2019                          | Freddie Highmore     | Liz Friedman & David Renaud Idee: David Renaud |
| 34         | 16        | Die Macht des Glaubens       | Believe                  | 25. Feb. 2019        | 9. Apr. 2019                          | Alrick Riley         | Sal Calleros & Karen Struck                    |
| 35         | 17        | Ich bin ein Chirurg!         | Breakdown                | 4. März 2019         | 16. Apr. 2019                         | Mike Listo           | Thomas L. Moran & Lloyd Gilyard, Jr.           |
| 36         | 18        | Trampolin                    | Trampoline               | 11. März 2019        | 23. Apr. 2019                         | David Shore          | David Shore, David Hoselton & Mark Rozeman     |

## Staffel 3
Die Erstausstrahlung der dritten Staffel war vom 23. September 2019 bis zum 30. März 2020 auf dem US-amerikanischen Fernsehsender ABC zu sehen. Die deutschsprachige Erstausstrahlung sendete der Pay-TV-Sender Sky 1 HD vom 12. November 2019 bis zum 9. Juni 2020, wobei es nach der 17. Episode eine fünfwöchige Pause gab, da im Zuge der COVID-19-Pandemie die Arbeit in den Synchronstudios temporär eingestellt wurde.
| Nr. (ges.) | Nr. (St.) | Deutscher Titel             | Originaltitel           | Erstausstrahlung USA | Deutschsprachige Erstausstrahlung (D) | Regie               | Drehbuch                                                                |
| ---------- | --------- | --------------------------- | ----------------------- | -------------------- | ------------------------------------- | ------------------- | ----------------------------------------------------------------------- |
| 37         | 1         | Fiasko                      | Disaster                | 23. Sep. 2019        | 12. Nov. 2019                         | Mike Listo          | David Shore                                                             |
| 38         | 2         | Zivilcourage                | Debts                   | 30. Sep. 2019        | 19. Nov. 2019                         | Mike Listo          | Peter Noah                                                              |
| 39         | 3         | Claire                      | Claire                  | 7. Okt. 2019         | 26. Nov. 2019                         | Allison Liddi-Brown | Liz Friedman & Tracy Taylor                                             |
| 40         | 4         | Schmerzfrei                 | Take My Hand            | 14. Okt. 2019        | 3. Dez. 2019                          | Tara Nicole Weyr    | Doris Egan                                                              |
| 41         | 5         | Rettendes Vertrauen         | First Case, Second Base | 21. Okt. 2019        | 10. Dez. 2019                         | Rebecca Moline      | David Hoselton                                                          |
| 42         | 6         | Der falsche Winkel          | 45-Degree Angle         | 4. Nov. 2019         | 17. Dez. 2019                         | Steve Robin         | Sal Calleros                                                            |
| 43         | 7         | Isoliert                    | SFAD                    | 11. Nov. 2019        | 7. Jan. 2020                          | Alrick Riley        | Jessica Grasl                                                           |
| 44         | 8         | Auf zu den Sternen          | Moonshot                | 18. Nov. 2019        | 14. Jan. 2020                         | X. Dean Lim         | David Renaud                                                            |
| 45         | 9         | Halbes Herz                 | Incomplete              | 25. Nov. 2019        | 21. Jan. 2020                         | Marisol Adler       | Brian Shin                                                              |
| 46         | 10        | Letzte Worte                | Friends and Family      | 2. Dez. 2019         | 28. Jan. 2020                         | Mike Listo          | Thomas L. Moran                                                         |
| 47         | 11        | Ohne Narkose                | Fractured               | 13. Jan. 2020        | 10. März 2020                         | Gary Hawes          | Mark Rozeman                                                            |
| 48         | 12        | Mutationen                  | Mutations               | 20. Jan. 2020        | 17. März 2020                         | Nestor Carbonell    | Liz Friedman & Tracy Taylor                                             |
| 49         | 13        | Sex und Tod                 | Sex and Death           | 27. Jan. 2020        | 24. März 2020                         | Steven DePaul       | Doris Egan                                                              |
| 50         | 14        | Plötzlich berühmt           | Influence               | 10. Feb. 2020        | 31. März 2020                         | Barbara Brown       | Peter Noah & David Shore Idee: Peter Noah                               |
| 51         | 15        | Der beste Tag seines Lebens | Unsaid                  | 17. Feb. 2020        | 7. Apr. 2020                          | Mike Listo          | Sal Calleros & Thomas L. Moran Idee: Sal Calleros                       |
| 52         | 16        | Autopsie                    | Autopsy                 | 24. Feb. 2020        | 14. Apr. 2020                         | Freddie Highmore    | David Hoselton                                                          |
| 53         | 17        | Der letzte Wunsch           | Fixation                | 2. März 2020         | 21. Apr. 2020                         | Lisa Demaine        | Jessica Grasl & Debbie Ezer                                             |
| 54         | 18        | Willkommen im Club          | Heartbreak              | 9. März 2020         | 26. Mai 2020                          | Steven DePaul       | Thomas L. Moran & David Renaud Idee: David Renaud                       |
| 55         | 19        | Erdbeben                    | Hurt                    | 23. März 2020        | 2. Juni 2020                          | Mike Listo          | Liz Friedman & Adam Scott Weissman                                      |
| 56         | 20        | Ich liebe dich              | I Love You              | 30. März 2020        | 9. Juni 2020                          | David Shore         | David Hoselton & David Shore Idee: David Hoselton & Adam Scott Weissman |

## Staffel 4
Die Erstausstrahlung der 4. Staffel war vom 2. November 2020 bis 7. Juni 2021 auf dem US-amerikanischen Fernsehsender ABC zu sehen. Die deutschsprachige Erstausstrahlung sendete der Pay-TV-Sender Sky One vom 13. April 2021 bis zum 29. Juni 2021.
| Nr. (ges.) | Nr. (St.) | Deutscher Titel              | Originaltitel                     | Erstausstrahlung USA | Deutschsprachige Erstausstrahlung (D) | Regie               | Drehbuch                                          |
| ---------- | --------- | ---------------------------- | --------------------------------- | -------------------- | ------------------------------------- | ------------------- | ------------------------------------------------- |
| 57         | 1         | An vorderster Front (Teil 1) | Frontline Part 1                  | 2. Nov. 2020         | 13. Apr. 2021                         | Mike Listo          | Liz Friedman & David Shore                        |
| 58         | 2         | An vorderster Front (Teil 2) | Frontline Part 2                  | 9. Nov. 2020         | 13. Apr. 2021                         | Mike Listo          | Liz Friedman & David Shore                        |
| 59         | 3         | Frischlinge                  | Newbies                           | 16. Nov. 2020        | 20. Apr. 2021                         | David Straiton      | Thomas L. Moran & David Renaud                    |
| 60         | 4         | Nur ein eingewachsenes Haar  | Not the Same                      | 23. Nov. 2020        | 20. Apr. 2021                         | Sarah Wayne Callies | David Hoselton & Adam Scott Weissman              |
| 61         | 5         | Eine Frage des Vertrauens    | Fault                             | 30. Nov. 2020        | 27. Apr. 2021                         | Vanessa Parise      | Peter Blake & Mark Rozeman                        |
| 62         | 6         | Stress                       | Lim                               | 11. Jan. 2021        | 27. Apr. 2021                         | Mike Listo          | Jessica Grasl & Tracy Taylor                      |
| 63         | 7         | Veränderungen                | The Uncertainty Principle         | 18. Jan. 2021        | 4. Mai 2021                           | Gary Hawes          | Doris Egan                                        |
| 64         | 8         | Gute Eltern                  | Parenting                         | 25. Jan. 2021        | 4. Mai 2021                           | Rachel Leiterman    | Patti Carr                                        |
| 65         | 9         | Bewältigungsstrategien       | Irresponsible Salad Bar Practices | 15. Feb. 2021        | 11. Mai 2021                          | Felipe Rodriguez    | Sam Chanse & Liz Friedman                         |
| 66         | 10        | Hundert Prozent              | Decrypt                           | 22. Feb. 2021        | 11. Mai 2021                          | Freddie Highmore    | Thomas L. Moran & Adam Scott Weissman             |
| 67         | 11        | Ein bisschen verrückt        | We’re All Crazy Sometimes         | 8. März 2021         | 18. Mai 2021                          | Mike Listo          | David Hoselton & David Renaud                     |
| 68         | 12        | Der passende Zeitpunkt       | Teeny Blue Eyes                   | 22. März 2021        | 18. Mai 2021                          | Rebecca Moline      | Peter Blake & Mark Rozeman                        |
| 69         | 13        | Der verlorene Vater          | Spilled Milk                      | 29. März 2021        | 25. Mai 2021                          | Sarah Wayne Callies | Jessica Grasl & Tracy Taylor                      |
| 70         | 14        | Eine Frage des Geschlechts   | Gender Reveal                     | 19. Apr. 2021        | 25. Mai 2021                          | Tim Southam         | Debbie Ezer                                       |
| 71         | 15        | Mütter                       | Waiting                           | 26. Apr. 2021        | 1. Juni 2021                          | Gary Hawes          | David Hoselton & David Shore Idee: Oren Gottfried |
| 72         | 16        | Dr. Ted                      | Dr. Ted                           | 10. Mai 2021         | 1. Juni 2021                          | Anne Renton         | Patti Carr & Sam Chanse                           |
| 73         | 17        | Kalte Füße                   | Letting Go                        | 17. Mai 2021         | 8. Juni 2021                          | James Genn          | Doris Egan                                        |
| 74         | 18        | Campingtrip                  | Forgive or Forget                 | 24. Mai 2021         | 15. Juni 2021                         | Lee Friedlander     | Thomas L. Moran & David Renaud                    |
| 75         | 19        | Zwölf Patienten              | Venga                             | 31. Mai 2021         | 22. Juni 2021                         | Mike Listo          | Liz Friedman & Jessica Grasl                      |
| 76         | 20        | Aufbruch                     | Vamos                             | 7. Juni 2021         | 29. Juni 2021                         | Mike Listo          | Peter Blake & David Shore                         |

## Staffel 5
Die Erstausstrahlung der 5. Staffel war vom 27. September 2021 bis zum 16. Mai 2022 auf dem US-amerikanischen Fernsehsender ABC. Die deutschsprachige Erstausstrahlung sendete der Pay-TV-Sender Sky One vom 14. Dezember 2021 bis zum 21. Juni 2022.
| Nr. (ges.) | Nr. (St.) | Deutscher Titel           | Originaltitel           | Erstausstrahlung USA | Deutschsprachige Erstausstrahlung (D) | Regie               | Drehbuch                                                                             |
| ---------- | --------- | ------------------------- | ----------------------- | -------------------- | ------------------------------------- | ------------------- | ------------------------------------------------------------------------------------ |
| 77         | 1         | Der Zauber allen Anfangs  | New Beginnings          | 27. Sep. 2021        | 14. Dez. 2021                         | Mike Listo          | Liz Friedman & David Shore                                                           |
| 78         | 2         | Die Qual der Wahl         | Piece Of Cake           | 4. Okt. 2021         | 21. Dez. 2021                         | Tim Southam         | Tracy Taylor & David Hoselton                                                        |
| 79         | 3         | Diplomatie oder Gewissen? | Measure Of Intelligence | 11. Okt. 2021        | 28. Dez. 2021                         | Anne Renton         | Adam Scott Weissman & Thomas L. Moran                                                |
| 80         | 4         | Manche Ärzte sind anders  | Rationality             | 25. Okt. 2021        | 4. Jan. 2022                          | David Straiton      | Peter Blake & Tristan Thai                                                           |
| 81         | 5         | Patientenbewertungen      | Crazytown               | 1. Nov. 2021         | 11. Jan. 2022                         | Rebecca Moline      | Sam Chanse & Jessica Grasl                                                           |
| 82         | 6         | Herzensentscheidung       | One Heart               | 15. Nov. 2021        | 18. Jan. 2022                         | Sarah Wayne Callies | April Fitzsimmons & David Renaud                                                     |
| 83         | 7         | Ablaufdatum               | Expired                 | 22. Nov. 2021        | 25. Jan. 2022                         | Mike Listo          | Jim Adler & Mark Rozeman                                                             |
| 84         | 8         | Rebellion                 | Rebellion               | 28. Feb. 2022        | 17. Mai 2022                          | Gary Hawes          | Thomas L. Moran                                                                      |
| 85         | 9         | Die sieben Samurai        | Yippee Ki-Yay           | 7. März 2022         | 17. Mai 2022                          | Dinh Thai           | David Hoselton & Adam Scott Weissman                                                 |
| 86         | 10        | Alles auf eine Karte      | Cheat Day               | 14. März 2022        | 24. Mai 2022                          | Mike Listo          | Peter Blake & Tracy Taylor                                                           |
| 87         | 11        | Der Ring                  | The Family              | 21. März 2022        | 24. Mai 2022                          | Mina Shum           | David Renaud & Jessica Grasl                                                         |
| 88         | 12        | Das erste Mal             | Dry Spell               | 28. März 2022        | 31. Mai 2022                          | Bosede Williams     | April Fitzsimmons & Sam Chanse                                                       |
| 89         | 13        | Lebensschmerz             | Growing Pains           | 4. Apr. 2022         | 31. Mai 2022                          | Cayman Grant        | Jim Adler                                                                            |
| 90         | 14        | Im Rausch                 | Potluck                 | 11. Apr. 2022        | 7. Juni 2022                          | Rebecca Moline      | Mark Rozeman                                                                         |
| 91         | 15        | Eiserne Lunge             | My Way                  | 18. Apr. 2022        | 7. Juni 2022                          | Aaron Rottinghaus   | Adam Scott Weissman & Tristan Thai                                                   |
| 92         | 16        | Vor laufenden Kameras     | The Shaun Show          | 2. Mai 2022          | 14. Juni 2022                         | David Straiton      | Tracy Taylor                                                                         |
| 93         | 17        | Die Hochzeits-Show        | The Lea Show            | 9. Mai 2022          | 14. Juni 2022                         | Steven DePaul       | David Hoselton & David Renaud                                                        |
| 94         | 18        | Warten auf ein Wunder     | Sons                    | 16. Mai 2022         | 21. Juni 2022                         | David Shore         | David Shore, Jessica Grasl & Nathalie Touboul Idee: Jessica Grasl & Nathalie Touboul |

## Staffel 6
Die Erstausstrahlung der 6. Staffel startete am 3. Oktober 2022 auf dem US-amerikanischen Fernsehsender ABC. Die deutschsprachige Erstausstrahlung sendete der Pay-TV-Sender Sky One ab dem 22. November 2022.
| Nr. (ges.) | Nr. (St.) | Deutscher Titel                | Originaltitel                   | Erstausstrahlung USA | Deutschsprachige Erstausstrahlung (D) | Regie                  | Drehbuch                             |
| ---------- | --------- | ------------------------------ | ------------------------------- | -------------------- | ------------------------------------- | ---------------------- | ------------------------------------ |
| 95         | 1         | Verzweiflungstat               | Afterparty                      | 3. Okt. 2022         | 22. Nov. 2022                         | Mike Listo             | Peter Blake                          |
| 96         | 2         | Wilbur                         | Change of Perspective           | 10. Okt. 2022        | 29. Nov. 2022                         | Anne Renton            | April Fitzsimmons & Thomas L. Moran  |
| 97         | 3         | Beziehungsberatung             | A Big Sign                      | 17. Okt. 2022        | 6. Dez. 2022                          | Rebecca Moline         | Liz Friedman & Jessica Grasl         |
| 98         | 4         | Schrapnell                     | Sharpnel                        | 24. Okt. 2022        | 13. Dez. 2022                         | Allison Liddi Brown    | Thomas L. Moran & Tristan Thai       |
| 99         | 5         | Zwei Väter                     | Growth Opportunities            | 31. Okt. 2022        | 20. Dez. 2022                         | Daniel Dae Kim         | Peter Blake                          |
| 100        | 6         | Hitzewelle                     | Hot And Bothered                | 21. Nov. 2022        | 3. Jan. 2022                          | David Shore            | David Hoselton & David Renaud        |
| 101        | 7         | Sechslinge                     | Boys Don't Cry                  | 28. Nov. 2022        | 10. Jan. 2023                         | Mike Listo             | Garett Lerner & Admin Scott Weissman |
| 102        | 8         | Der Prozess der Heilung        | Sorry, Not Sorry                | 5. Dez. 2022         | 17. Jan. 2023                         | Bosede Williams        | Tracy Taylor & Sam Chanse            |
| 103        | 9         | Renovierungsbedürftig          | Broken or Not                   | 12. Dez. 2022        | 24. Jan. 2023                         | Mike Listo             | Jim Adler & Jeff Qiu                 |
| 104        | 10        | Schritt für Schritt            | Quiet And Loud                  | 23. Jan. 2023        | 9. Mai 2023                           | James Genn             | Jessica Grasl & Nathalie Toubou      |
| 105        | 11        | Freundschaftsdienst            | The Good Boy                    | 30. Jan. 2023        | 16. Mai 2023                          | Gary Hawes             | Melaina Wright & Peter Blake         |
| 106        | 12        | Der Untermieter                | 365 Degrees                     | 6. Feb. 2023         | 23. Mai 2023                          | Rebecca Moline         | Thomas L. Moran & David Renaud       |
| 107        | 13        | Noomie                         | 39 Differences                  | 13. Feb. 2023        | 30. Mai 2023                          | Cayman Grant           | David Hoselton & Tristan Thai        |
| 108        | 14        | Panzerherz                     | Hard Heart                      | 27. Feb. 2023        | 6. Juni 2023                          | James Genn             | Garrett Lerner                       |
| 109        | 15        | Alte Freunde                   | Old Friends                     | 6. März 2023         | 20. Juni 2023                         | Mike Listo             | Adam Scott Weissman                  |
| 110        | 16        | Eine außergewöhnliche Anwältin | The Good Lawyer                 | 13. März 2023        | 13. Juni 2023                         | Ruben Fleischer        | David Shore & Liz Friedman           |
| 111        | 17        | Zweite Chancen                 | Second Chances and Past Regrets | 20. März 2023        | 27. Juni 2023                         | Mina Shum              | Tracy Taylor & Jeff Qiu              |
| 112        | 18        | Konzentrationsprobleme         | A Blip                          | 3. Apr. 2023         | 4. Juli 2023                          | Phillip Rhys Chaudhary | Sam Chanse                           |
| 113        | 19        | Am seidenen Faden              | Half Measures                   | 10. Apr. 2023        | 11. Juli 2023                         | Freddie Highmore       | David Renaud                         |
| 114        | 20        | Gesegnet                       | Blessed                         | 17. Apr. 2023        | 11. Juli 2023                         | Gary Hawes             | Thomas L. Moran & Jim Adler          |
| 115        | 21        | Kompromisse                    | A Beautiful Day                 | 24. Apr. 2023        | 18. Juli 2023                         | Steven DePaul          | David Hoselton & Peter Blake         |
| 116        | 22        | Kommen und gehen               | Love's Labor                    | 1. Mai 2023          | 18. Juli 2023                         | Mike Listo             | Jessica Grasl & Garrett Lerner       |

## Staffel 7
Die Erstausstrahlung der 7. Staffel startete am 20. Februar 2024 auf dem US-amerikanischen Fernsehsender ABC. Die deutschsprachige Erstausstrahlung sendete der Pay-TV-Sender Sky One ab dem 21. Mai 2024.
| Nr. (ges.) | Nr. (St.) | Deutscher Titel     | Originaltitel       | Erstausstrahlung USA | Deutschsprachige Erstausstrahlung (D) | Regie               | Drehbuch                                       |
| ---------- | --------- | ------------------- | ------------------- | -------------------- | ------------------------------------- | ------------------- | ---------------------------------------------- |
| 117        | 1         | Baby, Baby, Baby    | Baby, Baby, Baby    | 20. Feb. 2024        | 21. Mai 2024                          | Rebecca Moline      | Liz Friedman & Jessica Grasl                   |
| 118        | 2         | Zwei kleine Entlein | Skin in the Game    | 27. Feb. 2024        | 28. Mai 2024                          | Freddie Highmore    | Garrett Lerner & Nathalie Touboul              |
| 119        | 3         | Hand und Fuß        | Critical Support    | 19. März 2024        | 4. Juni 2024                          | James Genn          | Thomas L. Moran                                |
| 120        | 4         | Date Night          | Date Night          | 26. März 2024        | 11. Juni 2024                         | Allison Liddi-Brown | David Hoselton & Tracy Taylor                  |
| 121        | 5         | Führungskompetenz   | Who At Peace        | 2. Apr. 2024         | 18. Juni 2024                         | Dinh Thai           | Peter Blake & Adam Scott Weissman              |
| 122        | 6         | Wut und Trauer      | M.C.E               | 9. Apr. 2024         | 25. Juni 2024                         | Mike Listo          | David Renaud & Tristan Thai                    |
| 123        | 7         | Jesus und die Nanny | Faith               | 30. Apr. 2024        | 2. Juli 2024                          | Steven DePaul       | Melaina Wright, Jessica Grasl & Garrett Lerner |
| 124        | 8         | Der Blick von oben  | The Overview Effect | 7. Mai 2024          | 9. Juli 2024                          | Tracy Taylor        | Yaou Dou, David Hoselton & Peter Blake         |
| 125        | 9         | Bedingungslos       | Unconditional       | 14. Mai 2024         | 16. Juli 2024                         | Mike Listo          | Thomas L. Moran & Adam Scott Weissman          |
| 126        | 10        | Abschiede           | Goodbye             | 21. Mai 2024         | 23. Juli 2024                         | David Shore         | Liz Friedman & David Shore                     |